# Carlos López Otín
Carlos López Otín (Sabiñánigo, Huesca, 22 de diciembre de 1958), I marqués de Castillo de Lerés, es un catedrático en el área de bioquímica y biología molecular en el departamento de bioquímica (edificio "Santiago Gascón" del campus del Cristo) de la Universidad de Oviedo. Destacan sus trabajos de investigación en enfermedades como el cáncer, la artritis o enfermedades hereditarias.
Dirige, junto a Elías Campo, el proyecto español para la secuenciación del genoma de la leucemia linfática crónica, inscrito en el Proyecto Internacional del Genoma del Cáncer (Consorcio Internacional del Genoma del Cáncer).

## Datos biográficos y académicos
Nació en el año 1958 en Sabiñánigo (Huesca). Obtiene el doctorado en la Universidad Complutense de Madrid en 1984. Posteriormente realiza una estancia post-doctoral en el laboratorio de Eladio Viñuela en el Centro de Biología Molecular "Severo Ochoa", en Madrid. En 1987 se incorpora al Departamento de Bioquímica y Biología Molecular de la Universidad de Oviedo, donde dirige un grupo de investigación básica de biología molecular.
Desde 1993 es catedrático en el área de Bioquímica y Biología Molecular en el departamento de Bioquímica de la Universidad de Oviedo, hasta 2023 cuando se jubila.
Desde 2011, preside el jurado del Premio Banco Sabadell de Investigación Biomédica.
El 3 de diciembre de 2015 fue investido doctor Honoris Causa por la Universidad de Zaragoza, con una lección magistral titulada “Viaje al centro de la vida en la era genómica”.

## Trabajos

### Descubrimiento de genes codificantes asociados al cáncer
- Descubrimiento e investigación de más de 60 nuevos genes humanos codificantes de proteínas asociados a enfermedades como el cáncer y análisis de sus funciones en la progresión tumoral y en otros procesos normales y patológicos.
- Hallazgo de la proteína colagenasa-3, presente en procesos tumorales y en enfermedades artríticas e inflamatorias.
- Descubrimiento e investigación de más de 60 nuevos genes humanos codificantes de proteínas asociados a enfermedades como el cáncer y análisis de sus funciones en la progresión tumoral y en otros procesos normales y patológicos.
- Hallazgo de la proteína colagenasa-3, presente en procesos tumorales y en enfermedades artríticas e inflamatorias.[cita requerida]

### Secuenciación del genoma de la LLC
La secuenciación del genoma de la LLC ha sido llevada a cabo por el Proyecto español para la secuenciación del genoma de la LlC -con la participación de más de 60 investigadores de diversas instituciones investigadoras y sanitarias- dirigidos por Elías Campo y Carlos López-Otín dentro del Proyecto Internacional del Genoma del Cáncer (International Cancer Genome Consortium).

### Varios
Además ha contribuido a la notación del genoma humano y de diversos organismos modelo. De su laboratorio han salido trabajos que han abierto las puertas a importantes vías de investigación para patologías como el cáncer, la artritis o para una decena de enfermedades hereditarias. También es responsable de la secuenciación del genoma del Chimpancé.[cita requerida]

## Algunas publicaciones
- López-Otín, C., Matrisian, L. M. Emerging roles of proteases in tumour supression. Nature Rev Cancer , 7(10), 800-808 (2007)
- Mariño, G., Salvador-Montoliu, N., Fueyo, A., Knecht, E., Mizushima, N., López-Otín, C. Tissue specific autophagy alterations and incresed tumorigenesis in mice deficient in Atg4C/autophagin-3. J.Biol.Chem., 282 (25), 18573-18583 (2007)
- Varela, I., Cadiñanos, J.,Pendás, A.M., Gutiérrez-Fernández, A., Folgueras, A.R., Sánchez, L.M., Zhou, Z., Rodríguez, F.J., Stewart, C.L., Vega, J.A., Tryggvason, K., Freije, J.M., López-Otín, C. Accelerated ageing in mice deficient in Zmpste24 protease is linked to p53 signalling activation. Nature, 437, 564-568 (2005)
- Liu, B., Wang, J., Chan, K.M., Tjia, W.M., Deng, W., Guan, X., Huang, J., Li, K., Chau, P.Y., Chen, D.J., Pei, D., Pendás, A.M., Cadiñanos, J., López-Otín, C., Tse, H.F., Hutchison, C., Chen, J., Cao, Y., Cheah, K.S.E., Tryggvason, K., and Zhou, Z. Genomic instability in laminopathy-based premature aging. Nature Medicine, 11, 780-785 (2005)
- The chimpanzee Sequencing and Analysis Consortium (including Puente, X.S., Velasco, G. & López-Otín, C.). Initial sequence of the chimpanzee genome and comparison with the human genome. Nature, 437 , 69-87 (2005)
- Rat Genome Sequencing Project Consortium (including Puente, X.S. & López-Otín, C.) Genome sequence of the brown Norway rat yields insights into mammalian evolution. Nature, 428 , 493-521 (2004)
- Balbín, M., Fueyo, A., Tester, A.M., Pendás, A.M., Pitiot, A.S., Astudillo, A., Overall, C.M., Shapiro, S.D. & López-Otín, C. Loss of collagenase-2 confers increased skin tumor susceptibility to male mice. Nature Genet 35, 252-257 (2003)
- Puente, X.S., Sánchez, L.M., Overall, C. & López-Otín, C. Human and mouse proteases: a comparative genomic approach. Nature Rev Genet 4, 544-558 (2003)
- Cal, S., Quesada, V., Garabaya, C. & López-Otín, C. Polyserase-I, a human polyprotease with the ability to generate independent serine protease domains from a single translation product. Proc Natl Acad Sci USA 100, 9185-90 (2003)
- Pendás, A.M. et al. Defective prelamin A processing and muscular and adipocyte alterations in Zmpste24 metalloproteinase-deficient mice. Nature Genet 31, 94-9 (2002)
- López-Otín, C. & Overall, C.M. Protease degradomics: a new challenge for proteomics. Nature Rev Mol Cell Biol 3, 509-19 (2002)
- Overall, C.M. & López-Otín, C. Strategies for MMP inhibition in cancer: innovations for the post-trial era. Nature Rev Cancer 2, 657-72 (2002)
- Freije, J. M., Diez-Itza, I., Balbín, M., Sánchez, L. M., Blasco, R., Tolivia, J., López-Otín, C. Molecular cloning and expression of collagenase-3, a novel human matrix metalloproteinase produced by breast carcinomas. J. Biol. Chem 269, 16766-16773 (1994)[9]

## Méritos y premios
1998 Premio Dupont en Ciencias de la vida
1998 Premio Europeo de Bioquímica FEBS "25th Silver Jubilee"
2003 Premio Nacional de Oncología Fundación Echevarne
2004 Premio Rey Jaime I
2006 Premio de Investigación Biomédica
2006 El 25 de octubre es nombrado académico de número de la Real Academia de Ciencias Exactas, Físicas y Naturales
2008 Premio Nacional de Investigación Santiago Ramón y Cajal en el área de Biología.
2009 El 23 de diciembre por acuerdo de la Junta de Gobierno del Ayuntamiento de Oviedo, fue nombrado Hijo Adoptivo de la ciudad de Oviedo
2010 En octubre es nombrado miembro permanente de la Organización Europea de Biología Molecular (EMBO), una de las instituciones de mayor prestigio internacional
2010 Premio «Jiménez Díaz», que recogió el 18 de mayo de por su trayectoria investigadora
2011 L´Amuravela de oro, prestigioso galardón que concede anualmente la asociación Amigos de Cudillero
2012 Premio «México» de Ciencia y Tecnología 2011, que recibió el 9 de mayo de manos del presidente mexicano Felipe Calderón
2013 El 2 de julio fue nombrado miembro de honor del Real Instituto de Estudios Asturianos (RIDEA) en el consejo general de la institución
2013 Premio Carmen y Severo Ochoa
2014 Premio Internacional de Investigación Oncológica Científica y Técnica-Fundación la Rosaleda
2015 Doctor Honoris Causa por la UIMP
2015 Doctor Honoris Causa por la Universidad de Zaragoza
2016 Hijo predilecto de Sabiñánigo
2016 Premio Aragón 2016
2017 Doctor Honoris Causa por la Universidad Autónoma de Chile
2017 Premio "Líder Ejemplar de Laboratorio" de la revista Nature, retirado en 2019 por irregularidades en publicaciones
2022 Hijo Adoptivo de Asturias.
2022 Doctor Honoris Causa por la Universidad Antonio de Nebrija.
2022 La Universidad de Oviedo le concede su medalla de oro.
2023 La ciudad de Oviedo le dedica una calle.
2024 Premio de Ciencia de el Diario El Comercio.
2025 Fue nombrado marqués de Castillo de Lerés. El título nobiliario, que será vitalicio, le fue concedido por el rey Felipe VI y articulado mediante Real Decreto publicado en el BOE.

## Controversias
Durante el año 2018, en la web PubPeer son debatidas algunas incidencias en las imágenes usadas en varios artículos académicos donde Carlos López-Otín aparece como investigador principal. En defensa de sus resultados, Lopez-Otín estuvo repitiendo incluso los experimentos que se ponían en duda.
En junio del mismo año, una infección inesperada en su bioterio de la Universidad de Oviedo, hace que perezcan los más de 5.000 ratones modificados genéticamente, diseñados por su equipo durante años para estudiar el cáncer y el envejecimiento.
En el diciembre de 2018 la revista Nature Cell Biology anuncia la retirada de un artículo publicado originalmente en julio de 2015.
En el mismo periodo la revista Journal of Biological Chemistry publica la retirada de otros ocho artículos donde Carlos López-Otín aparece como investigador principal. Este hecho ocurrió después de que el bioquímico y sus colegas sugirieran a la revista la publicación de una corrección. Numerosos científicos, como la bioquímica Margarita Salas o el genetista Ángel Carracedo, sostuvieron que las anomalías detectadas no invalidaban en absoluto los resultados obtenidos.
En el 2019 López-Otín publicó un nuevo trabajo con estrategias para mejorar la longevidad y el libro La vida en cuatro letras (2019), en el que da sus claves para entender la diversidad, la enfermedad y la felicidad.
En enero 2020, la Real Academia de Ciencias Exactas, Físicas y Naturales (RAC) emitió un comunicado con el resultado de las investigaciones sobre el trabajo del científico, concluyendo que algunos de los artículos publicados por Lopez-Otín si contienen alteraciones en las figuras, pero que estas no pretendían modificar las conclusiones científicas de los trabajos.